# Shinwari
Shinwari (en pachto : شينواري) est une tribu ethnique pachtoune d'Afghanistan et du Pakistan. 
Parmi les plus grands poètes de la langue pachto au XXe siècle, il y avait Ameer Hamza Shinwari, également connu sous le nom de « Hamza Baba ». La tribu Shinwari descend de la tribu Kasi Pashtun installée dans les districts sud de la province de Nangarhar, dans les districts de Haska Meyna, Achin, Rodat, Bati Kot, Kot, Chaprahar, Shinwar, Dor Baba et Nazian. Une grande partie de la tribu est centrée à Jalalabad et dans la province de Parwan en Afghanistan. Ces Shinwaris sont pour la plupart des commerçants et des hommes d'affaires. Il y a aussi une minorité significative de la tribu installée à (Kohat et Hangu) (Jangal Khel, Haji Abad, Mohallah Sangirh), au Pakistan, une colonie de 60 à 85 km au sud de Peshawar. Il y a environ 2 000 à 3 000 Shinwaris installés dans le village d'Ali zai, à 15 km de Kohat. En Afghanistan, les Shinwari sont également situés dans la province de Kounar. Les rapports de 2010 indiquent qu'il y a environ 400 000 Shinwaris en Afghanistan.